# Synallaxe vannier
Asthenes pyrrholeuca
Espèce
Synonymes
- Sylvia pyrrholeuca Vieillot, 1817 (protonyme)

Statut de conservation UICN

 LC  : Préoccupation mineure
Le Synallaxe vannier (Asthenes pyrrholeuca) est une espèce d'oiseaux de la famille des Furnariidae.

## Répartition
Cette espèce vit dans le Cône Sud, en Amérique du Sud.

## Taxinomie
Selon le Congrès ornithologique international et Alan P. Peterson il existe deux sous-espèces :
- Asthenes pyrrholeuca pyrrholeuca (Vieillot, 1817), dans le centre et le Sud de l'Argentine[1] ;
- Asthenes pyrrholeuca sordida (Lesson, 1839), dans le centre et le Sud du Chili et dans le centre-Ouest de l'Argentine[1].